# Diocesi di Kalookan
La diocesi di Kalookan (in latino Dioecesis Kalookana) è una sede della Chiesa cattolica nelle Filippine suffraganea dell'arcidiocesi di Manila. Nel 2021 contava 1.184.000 battezzati su 1.330.840 abitanti. È retta dal vescovo cardinale Pablo Virgilio Siongco David.

## Territorio
La diocesi comprende tre città della Regione Capitale Nazionale delle Filippine: Caloocan (la sola parte meridionale), Malabon e Navotas.
Sede vescovile è la città di Caloocan, dove si trova la cattedrale di San Rocco.
Il territorio è suddiviso in 31 parrocchie.

## Storia
La diocesi è stata eretta il 28 giugno 2003 con la bolla Quoniam quaelibet Ecclesia di papa Giovanni Paolo II, ricavandone il territorio dall'arcidiocesi di Manila.

## Cronotassi dei vescovi
Si omettono i periodi di sede vacante non superiori ai 2 anni o non storicamente accertati.
- Deogracias Soriano Iñiguez (28 giugno 2003 - 25 gennaio 2013 dimesso)
  - Sede vacante (2013-2015)[2]
- Pablo Virgilio Siongco David, dal 14 ottobre 2015

## Statistiche
La diocesi nel 2021 su una popolazione di 1.330.840 persone contava 1.184.000 battezzati, corrispondenti all'89,0% del totale.
| anno | popolazione | popolazione | popolazione | presbiteri | presbiteri | presbiteri | presbiteri                | diaconi | religiosi | religiosi | parrocchie |
| anno | battezzati  | totale      | %           | numero     | secolari   | regolari   | battezzati per presbitero | diaconi | uomini    | donne     | parrocchie |
| ---- | ----------- | ----------- | ----------- | ---------- | ---------- | ---------- | ------------------------- | ------- | --------- | --------- | ---------- |
| 2003 | 1.099.270   | 1.221.412   | 90,0        | 40         | 26         | 14         | 27.481                    |         | 14        | 33        | 26         |
| 2004 | 1.090.108   | 1.221.404   | 89,3        | 54         | 37         | 17         | 20.187                    |         | 20        | 46        | 26         |
| 2006 | 1.121.000   | 1.254.000   | 89,4        | 42         | 21         | 21         | 26.690                    |         | 21        | 53        | 26         |
| 2011 | 1.200.334   | 1.348.689   | 89,0        | 43         | 22         | 21         | 27.914                    |         | 21        | 49        | 26         |
| 2013 | 1.173.422   | 1.269.243   | 92,5        | 42         | 21         | 21         | 27.938                    |         | 21        | 49        | 26         |
| 2016 | 1.133.610   | 1.273.609   | 89,0        | 49         | 26         | 23         | 23.134                    |         | 23        | 49        | 26         |
| 2019 | 1.152.160   | 1.295.000   | 89,0        | 63         | 37         | 26         | 18.288                    |         | 26        | 49        | 31         |
| 2021 | 1.184.000   | 1.330.840   | 89,0        | 71         | 37         | 34         | 16.676                    |         | 34        | 60        | 31         |